# NRJ Music Award de l'album francophone de l'année
Le prix de l'Album francophone de l'année est une récompense musicale décernée lors des NRJ Music Awards.

## Palmarès
| Année | Artiste                                  |
| ----- | ---------------------------------------- |
| 2000  | Mylène Farmer - Innamoramento            |
| 2001  | Hélène Ségara - Au nom d'une femme       |
| 2002  | Gérald De Palmas - Marcher dans le sable |
| 2003  | Indochine - Paradize                     |
| 2004  | Kyo - Le Chemin                          |
| 2005  | Jenifer - Le Passage                     |
| 2006  | Mylène Farmer - Avant que l'ombre...     |
| 2007  | Diam's - Dans ma bulle                   |
| 2008  | Christophe Willem - Inventaire           |
| 2009  | Mylène Farmer - Point de suture          |
| 2010  | Christophe Willem - Caféine              |